# Політичний порядок у мінливих суспільствах
Зі своєю відомою книгою «Політичний порядок у мінливих суспільствах» (англ. Political Order in Changing Societies), опублікованою в 1968 році, американський політолог і професор Гарвардського університету Самуель Гантінґтон вважається одним із «батьків-засновників» неоінституціоналізму та історичного інституціоналізму. Книга розглядає роль політичних інститутів у політичних системах під час змін. Гантінґтон стверджував, що «найважливішою політичною відмінністю між країнами є не форма їхнього правління, а рівень їхнього урядування».
Як зазначає Френсіс Фукуяма, Гантінґтон стверджував, що політичний занепад був «щонайменше таким же ймовірним, як і політичний розвиток», і що ані «економічний, ані соціальний розвиток» не можуть відбуватися без політичного порядку, оскільки фактичний досвід новостворених незалежних країн полягав у «зростаючому соціальному та політичному безладді».
Для Гантінґтона «здатність створювати політичні інститути — це здатність створювати суспільні інтереси». Він стверджує, що зміни спричиняються напруженістю всередині політичної та соціальної системи і критикує теорію модернізації, вважаючи її хибною через аргумент, що економічні зміни та розвиток є основними факторами створення стабільних демократичних політичних систем. Зосереджуючись на інших факторах, таких як урбанізація, зростання грамотності, соціальна мобільність, економічне зростання, він наголошує, що ці фактори не мають істотного зв’язку з політичним розвитком; більше того, значна частина його аргументації полягає в тому, що ці процеси взаємопов’язані, але різні. Для Гантінґтона «політичний порядок частково залежить від співвідношення між розвитком політичних інститутів і мобілізацією нових соціальних сил у політику».
Існування (чи відсутність) порядку не слід плутати з питанням його типу як на політичному рівні (демократичний, авторитарний), так і на економічному рівні (соціалістичний, ринковий). У той час як сучасність означає стабільність, модернізація фактично є причиною нестабільності через урбанізацію, зростання очікувань через грамотність, освіту та поширення медіа тощо. Для пояснення занепаду політичного порядку в Азії, Африці та Латинській Америці наприкінці 1950-х — на початку 1960-х років Гантінґтон зазначав: «Що стало причиною цього насильства та нестабільності? Основна теза цієї книги полягає в тому, що це значною мірою було наслідком швидких соціальних змін і стрімкої мобілізації нових груп у політику в поєднанні з повільним розвитком політичних інститутів».

## Вплив
Книга викликала суперечки з моменту виходу, і не лише на Заході — вона отримала схвалення серед китайських неоконсерваторів. Пітер Муді, професор-емерит політології в Університеті Нотр-Дам в Індіані, зазначає, що події протестів і розгону на площі Тяньаньмень 1989 року підтвердили їхню віру в сильну державу, яку вони вважають важливою для економічного зростання за зразком «азійських тигрів», і що автократична модель Китаю насправді є слабкою та неефективною. Муді додає, що «вони продовжували черпати ідеї з викривленого прочитання Самуеля Гантінґтона та його книги Political Order in Changing Societies зокрема; як іноземець, який закликав обмежити демократію, він здавався їм корисним, а його ідеї мали власну цінність».

## Рецензії
У 1997 році Френсіс Фукуяма зазначав, що книга «сформувала розуміння покоління студентів щодо природи партійних систем», хоча він вважав «характеризацію Радянського Союзу та інших комуністичних держав як високо розвинених політичних систем» дивною, оскільки «їхній поверхневий інституційний спокій приховував глибоку внутрішню корупцію та нелегітимність».
У 2011 році Фукуяма зазначав, що «Політичний порядок в суспільствах, що змінюються «з’явилася на тлі та відкрито кинула виклик американізованій версії теорії модернізації», яка передбачала «оптимістичний погляд, що всі хороші речі йдуть разом: економічне зростання, соціальна мобілізація, політичні інститути та культурні цінності, що змінюються на краще одночасно». Він вважає книгу «(найважливішим) внеском Гантінґтона у вивчення політики» і «ймовірно, останньою великою спробою написати загальну теорію політичного розвитку», хоча її «значення слід розглядати в контексті ідей, що домінували в 1950-х і на початку 1960-х років».

## Переклад українською
- Гантінґтон, С. (2020). Політичний порядок у мінливих суспільствах (Тарас Цимбал, переклад). Наш Формат.